# Shirley Hampton
Shirley Hampton (verheiratete Pirie; * 5. September 1935) ist eine ehemalige britische Sprinterin.
1954 gewann sie bei den British Empire and Commonwealth Games in Vancouver Bronze über 220 Yards und Silber mit der englischen 4-mal-110-Yards-Stafette Silber; über 100 Yards schied sie im Vorlauf aus. Bei den Europameisterschaften in Bern holte sie Silber über 200 Meter und kam in der 4-mal-100-Meter-Staffel mit dem britischen Quartett auf den vierten Platz.
Bei den Europameisterschaften 1958 in Stockholm wurde sie Vierte über 400 Meter.
1958 wurde sie Englische Meisterin über 440 Yards.

## Persönliche Bestzeiten
- 100 Yards: 11,0 s, 1956
- 100 m: 12,0 s, 1956
- 200 m: 24,4 s, 29. August 1954, Bern
- 400 m: 55,5 s, 28. August 1958, Göteborg